# Xapuri
Xapuri [ʃapuˈɾi]IPA je město v brazilském spolkovém státu Acre na severovýchodě Brazílie. Z města pochází sběratel kaučuku a odborový vůdce Chico Mendes.
Město bylo založeno dne 22. března 1904.
- Nadmořská výška: 150 m
- Počet obyvatel v roce 2006: 13 893
- Rozloha obce: 5 251 km²
- Hustota zalidnění: 2,35 obyvatel/km²

## Sousední obce
Xapuri hraničí s obcemi:
- Epitaciolândia
- Brasiléia
- Sena Madureira
- Rio Branco
- Capixaba